# María Izquierdo
María Izquierdo, nata María Cenobia Izquierdo Gutiérrez (San Juan de los Lagos, 30 ottobre 1902 – Città del Messico, 2 dicembre 1955), è stata una pittrice messicana.
È nota per essere stata la prima donna messicana ad esporre le sue opere d'arte negli Stati Uniti. Ha dedicato la sua vita e la sua carriera all'arte dimostrandone le radici messicane.

## Biografia

### Primi anni
María Cenobia Izquierdo Gutiérrez nacque a San Juan de los Lagos, Jalisco, Messico. All'età di cinque anni, lei e sua madre si trasferirono a Torreón dopo la morte di suo padre. Sua madre in seguito sposò il dottor Nicanor Valdes Rodríguez; a quel punto Izquierdo fu cresciuta dai suoi nonni e parenti in piccole città nel Messico settentrionale. Sua nonna e sua zia erano ferventi cattoliche e gran parte della sua educazione ruotava attorno alle quotidiane pratiche tradizionali cattoliche.
Da sempre interessata all'arte, Izquierdo trascorreva gran parte del suo tempo da sola, imparando da sé le tecniche artistiche. Nel 1923 si trasferì con la sua famiglia a Città del Messico, dove poté andare a scuola per studiare arte e diventare un'artista professionista.

### Formazione

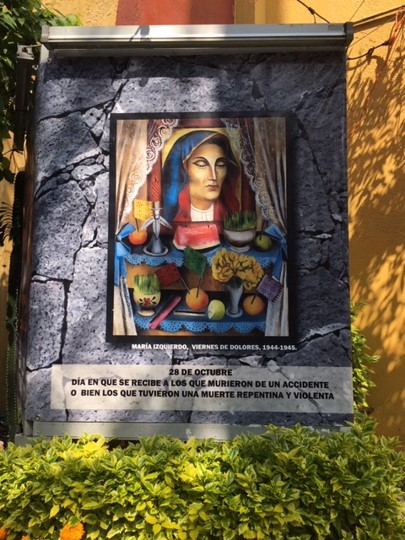
Dipinto omaggio a María Izquierdo, Mercado Artesanal Mexicano, Coyoacán, Città del Messico.

Izquierdo iniziò a studiare nel gennaio 1928 presso la Escuela Nacional de Bellas Artes (Accademia di San Carlo). Il suo trasferimento a Città del Messico negli anni venti la spinse a esplorare la sua crescente passione per l'arte e avvenne più o meno nello stesso periodo in cui in Messico si verificò un cambiamento di paradigma: nello stesso periodo giungeva al termine la Rivoluzione messicana, portando con sé un cambiamento di valori nella nazione. Attraverso il presidente Álvaro Obregón, vennero promosse numerose nuove politiche di riforma, favorendo la crescita di un maggior numero di istituzioni sociali ed educative che rispettassero le credenze e la cultura tradizionali messicane. Questi ideali trovarono riscontro in Izquierdo, spingendola a frequentare l'accademia d'arte.
Prima delle riforme di Obregón era l'arte europea a fungere da modello nelle istituzioni artistiche. Le sue nuove riforme coinvolsero molti degli artisti più talentuosi del Messico, commissionando loro la realizzazione di murales che affrontassero l'importanza dei valori tradizionali messicani, dipinti sia nelle scuole sia negli edifici governativi. Durante gli studi all'Accademia di Belle Arti, Izquierdo ebbe come insegnanti Rufino Tamayo, Manuel Rodríguez Lozano e German Gedovius. Subì una forte influenza anche da Diego Rivera, che fu direttore dell'Accademia di Belle Arti nel 1929 e in seguito ebbe un ruolo fondamentale nel lancio della carriera di Izquierdo.
Rufino Tamayo fu un insegnante che continuò a farle da mentore anche dopo che lei ebbe lasciato l'Accademia di Belle Arti. Si diceva che fosse il suo amante.
Condividendo lo studio con la giovane artista per quattro anni, Tamayo ebbe un profondo impatto sullo sviluppo iniziale di Izquierdo come artista. Nel mentre la introduceva all'acquerello, i due condividevano soggetti e tavolozze di colori simili. Entrambi credevano che l'arte dovesse servire più come uno strumento poetico che politico; mentre il loro rapporto professionale si rafforzava, cresceva anche quello romantico. Durante tutta la loro relazione, Izquierdo rimase indipendente. Diventata membro attivo della Liga de Escritores y Artistas Revoluctionaros (LEAR, Lega degli scrittori e artisti rivoluzionari) nel 1934, Izquierdo continuò a utilizzare le tecniche artistiche che Tamayo l'aveva aiutata a sviluppare per costruire il proprio stile artistico.

### Inizio della carriera ed esposizioni

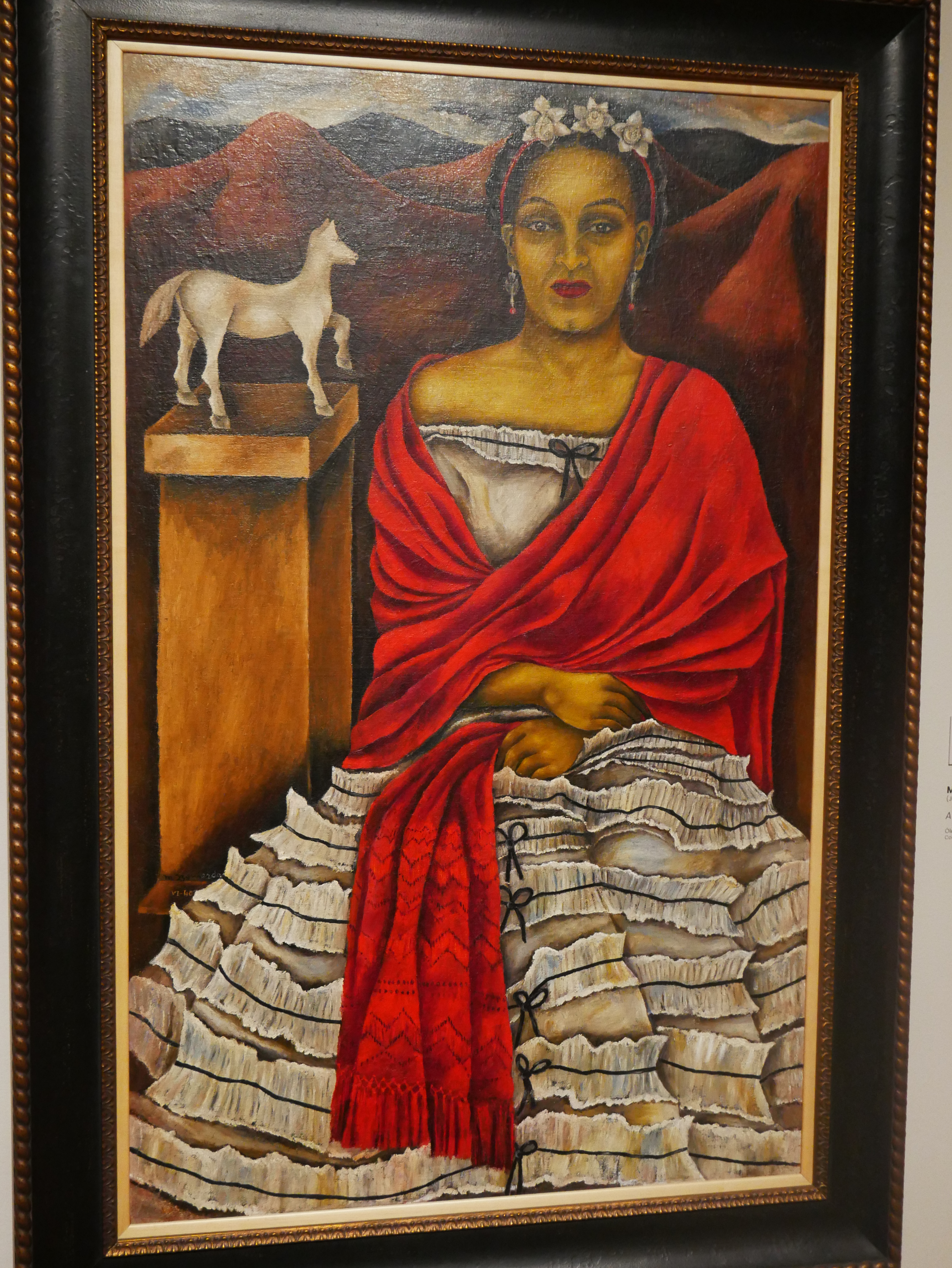
Autoritratto (1940) nella mostra Pintar en Femenino (La pittura al femminile) presso il Museo Nazionale di San Carlos.

Nei primi anni venti Izquierdo iniziò ad associarsi al Movimiento Pro-Arte Mexicano e al gruppo dei Los Contemporáneos. Una sua collega e amica intima, Lola Álvarez Bravo, la ricorda come "una donna molto allegra con uno spirito popolare... come un barattolo pieno di acqua fresca e pura... L'inclinazione di Maria per il folclore non era quella di un'osservatrice distante, sembrava piuttosto un'addetta ai lavori, come un altro elemento popolare".
Già nel suo primo anno all'Accademia di Belle Arti, Izquierdo partecipò a quattro mostre d'arte. La prima mostra d'arte fu inaugurata il 19 novembre 1928 e fu organizzata dall'associazione studentesca dell'Accademia, che espose tre dei suoi dipinti: Marina, El juicio de Toral (Il processo di Toral) e Cámara con gallo (Camera con gallo). La mostra fu molto frequentata da coloro che ricoprivano ruoli prestigiosi all'Accademia, ottenendo elogi dai dirigenti dell'accademia d'arte come il vicesegretario all'istruzione Moisés Sáenz; la gente fu immediatamente colpita dal suo talento. Acquisendo importanza nel mondo dell'arte, il nome di Izquierdo continuò a diffondersi negli anni successivi. Diego Rivera la descrisse alla sua prima mostra personale come "una delle figure più attraenti della scena artistica in Messico". La descrisse spesso come "una delle migliori dell'Accademia" e molte pubblicazioni recensirono la mostra personale del 1929, sottolineando l'esclamazione di Rivera secondo cui Izquierdo "era l'unica vera artista meritevole" all'Accademia.
L'arte di Izquierdo ottenne il riconoscimento internazionale nel 1930, quando divenne la prima donna messicana ad avere una mostra personale negli Stati Uniti: una mostra finanziata e organizzata da Frances Flynn Paine; le opere di Izquierdo furono esposte all'Art Center di New York. Mentre l'arte di Izquierdo era esposta a New York, altri due suoi dipinti fecero parte della mostra itinerante di René d'Harnoncourt. Entrambi i dipinti che componevano la sua mostra personale e che erano inclusi nella mostra itinerante di René d'Harnoncourt sono diventati parte di una vasta mostra all'Art Center sulla 56th Street per 5 anni. La sua arte fu esposta al Museum of Modern Art di New York nel 1940 e nello stesso anno fu esposta anche a Parigi.

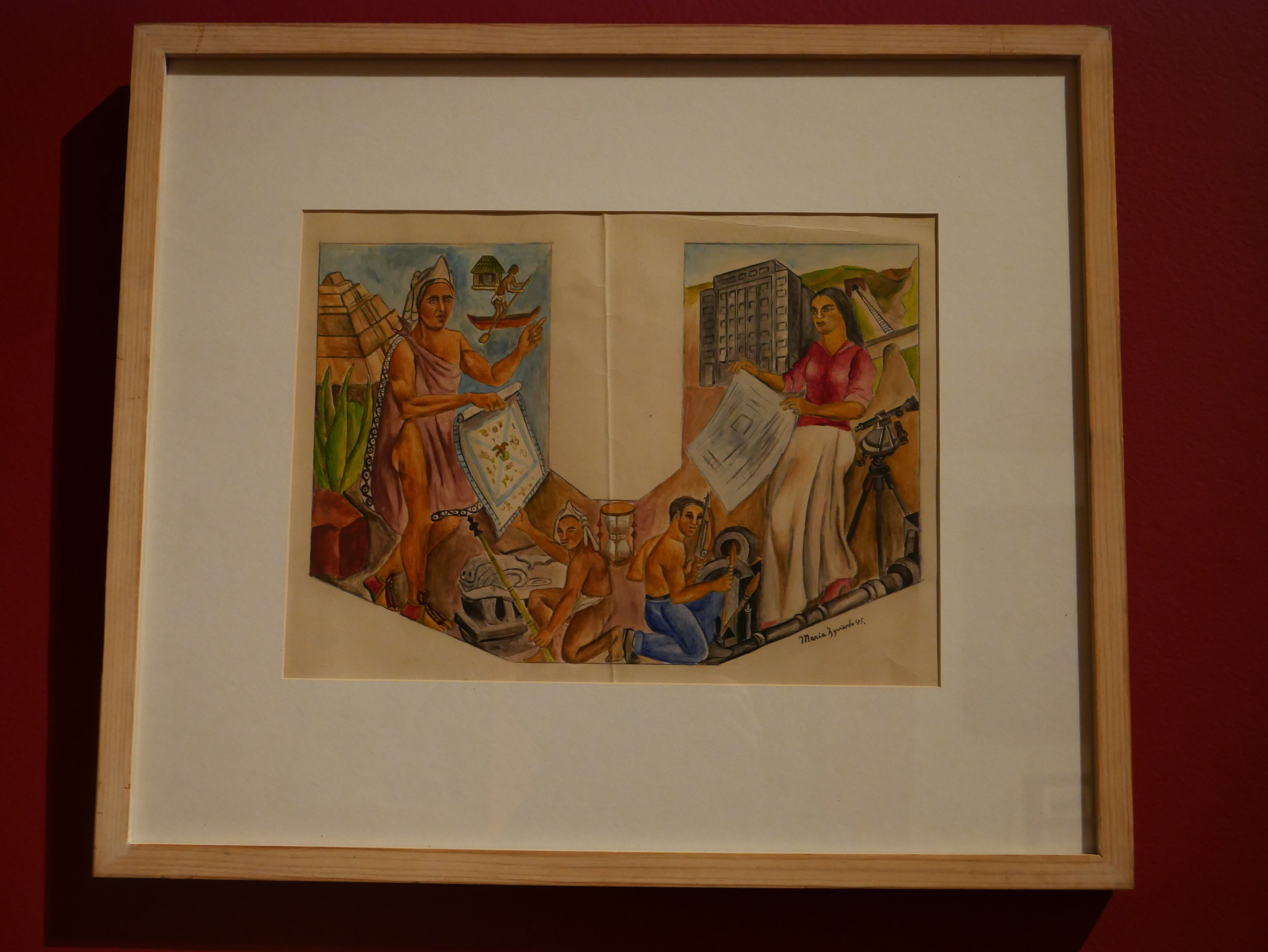
Progetto per il murale sulla scalinata del Palazzo del Distretto Federale nel Dipartimento Centrale, 1945. Guazzo su carta. Mostra Pintar en Femenino (Pittura al femminile) del Museo Nacional de San Carlos.

Divenuta rapidamente un'artista di fama internazionale, Izquierdo raggiunse l'apice della sua carriera nei primi anni quaranta. Nel maggio 1944 iniziò a prestare servizio come ambasciatrice culturale per il Messico e viaggiò in diversi Paesi dell'America meridionale fino alla fine di settembre.
La sua carriera attraversò tuttavia un periodo difficile sia dal punto di vista finanziario che artistico alla metà degli anni quaranta, quando fu colpita dal suo primo ictus. Nello stesso anno perse l'incarico di dipingere un ciclo di murales nel Palacio del Departamento del Distrito Federal (Dipartimento Federale Distrettuale) a favore dei "Tre grandi": i muralisti messicani Diego Rivera, José Orozco e David Siquerios, i quali dichiararono in modo univoco che le mancavano sia il talento, sia l'esperienza per portare a termine un progetto così grande. Diego Rivera, l'uomo che un tempo era stato il suo principale sostenitore, ostacolò in seguito la sua carriera. Izquierdo è nota per aver respinto le azioni dei muralisti messicani con la sua famosa citazione: "è un crimine nascere donna e avere talento".

### Stile
Classificata da alcuni come pittrice surrealista, María Izquierdo non si è mai identificata come surrealista. Si identificava invece con Los Contemporáneos, che credevano che la cultura messicana dovesse essere giustamente considerata un contributo vitale alla cultura occidentale dominante. Izquierdo non aveva paura di andare contro i movimenti artistici popolari messicani e seguire il suo stile di pittura. La sua cultura di meticcia era una parte essenziale del suo stile artistico e dei temi utilizzati nel proprio lavoro. Izquierdo era celebrata come un'artista con una vera comprensione delle tradizioni indigene e rurali e i suoi dipinti d'altare erano apprezzati all'epoca per "la loro deliziosa ingenuità indigena". La sua tecnica pittorica ingenua, intesa a richiamare la pittura popolare degli artigiani regionali, ne accentuava l'effetto. Molti dei suoi dipinti contengono tuttavia soggetti insoliti e accostamenti interessanti. La peculiare inclusione di Izquierdo nel discorso nazionalista messicano suggerisce dei modi per riunire diverse serie di discorsi troppo spesso tenuti separati: quelli dell'America Latina, del femminismo, del modernismo e del nazionalismo. Tuttavia, molti dei suoi dipinti contengono soggetti insoliti e accostamenti interessanti. Nota per il suo uso di colori audaci, ricchi e brillanti, la maggior parte dei dipinti di Izquierdo sono stati realizzati utilizzando colori a olio o acquerelli.
Sebbene sia stata e sia ancora spesso paragonata a Frida Kahlo perché entrambe le donne avevano iniziato la loro carriera in tempi simili, le due presentano stili molto individuali. All'inizio Izquierdo dipingeva nature morte e ritratti. Sperimentò molti stili e tecniche diversi, come pittura a olio, acquerello, natura morta e paesaggio.
Durante il suo periodo come allieva di punta di Diego Rivera, egli descrisse la sua opera come "orgogliosa ma modesta". I ritratti di Izquierdo sono studi maturi d'interpretazione, sono stilisticamente molto femminili e inconfondibilmente messicani. Nel 1937 le recensioni delle sue opere iniziarono a utilizzare parole come "primitivo" e a definire il suo lavoro come primitivista; questi commenti acquisirono un certo isolazionismo regionale. Izquierdo dipinse un numero significativo di opere con temi religiosi che rientrano in una categoria di immagini sul cattolicesimo popolare, o sull'arte popolare, o su entrambi. Alcune rappresentazioni di devozione popolare potrebbero essere interpretate come soggetti religiosi o come omaggi alle tradizioni popolari e artigianali del Messico, in particolare del Messico rurale. Questa categoria, che è spesso ambigua nel suo intento, è esemplificata dal Calvario del 1933. Izquierdo dipinse la maggior parte delle sue immagini a memoria. La sua amica, la poetessa Margarita Michelena, ricordò che spesso si recavano insieme in campagna e Izquierdo si dedicava solo a guardare. Izquierdo evocava la memoria nei suoi dipinti in due modi. In primo luogo, usava mezzi formali per creare un senso del tempo passato: prima del 1940 utilizzava pennellate sciolte ed evitava i dettagli. Per tutta la vita ha creato dipinti privi di luce direzionale e ombre che suggerissero un momento specifico del giorno. In secondo luogo, dopo il 1940 ha ritratto aspetti tradizionali della cultura messicana che erano noti per essere in via di scomparsa, come i coscomates (granai) e gli altari della Vergine Addolorata. La tradizione di realizzare altari Viernes de Dolores ("Venerdì dei dolori") iniziò a scomparire negli anni quaranta e questo è proprio il decennio in cui Izquierdo dipinse la sua serie di altari di questo tipo.

### Importanza del soggetto

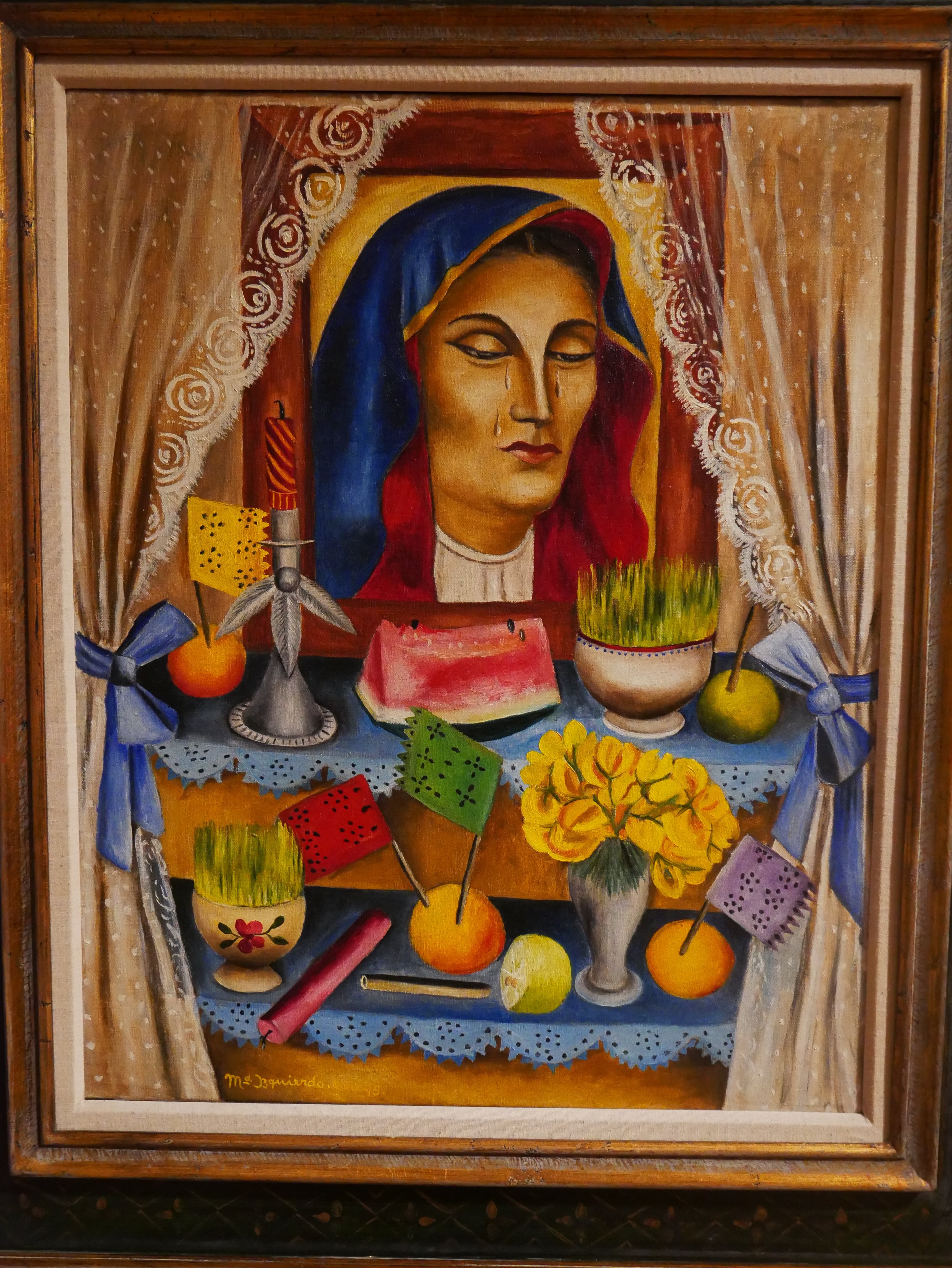
Viernes de Dolores (1945). Dalla Collezione Blaisten, Museo Nacional de San Carlos

Inizialmente Izquierdo si affermò come pittrice di nature morte, altari, scene circensi e ritratti femminili. Le sue tele hanno una semplicità provinciale, ispirata all'arte devozionale popolare e a pittori francesi come Henri Matisse e Manet. In particolare, esibiscono un "uso magistrale del colore" e spesso includono credenze, altari, frutta, cavalli, ritratti e il circo.
Facendo in modo di legare la sua arte alla tradizione popolare messicana, Izquierdo si allontanò da ciò che molti dei suoi colleghi dell'Accademia di Belle Arti stavano facendo. Invece di dipingere messaggi politici, dipinse immagini che avevano un significato personale ed erano radicate nelle tradizioni messicane: le immagini del Día de los Muertos (Giorno dei morti), la campagna messicana e i santi cattolici erano comuni nei suoi dipinti. Vedeva l'arte come una comunicazione con l'anima e le sue frequenti immagini del circo risalivano ai suoi ricordi di quando visitava il circo con la zia e la nonna a San Juan de los Lagos, Jalisco. I suoi autoritratti la raffiguravano spesso con indosso abiti tradizionali messicani, ad esempio l'Autorretrato dipinto nel 1940.
Izquierdo si identificava con gli ideali e l'estetica dei Contemporáneos, che erano dediti a una messicanità apolitica o A lo Mexicano e critici nei confronti dei muralisti nazionalisti. Celeste Donovan sostiene che spesso "dipinge un quadro complesso dei ruoli sociali delle donne messicane moderne", in particolare il ruolo che le donne svolgono nel perpetuare le tradizioni messicane. Secondo la studiosa Robin Adèle Greeley i dipinti di Izquierdo offrono una decostruzione del nazionalismo messicano "eroico" utilizzando l'identità emarginata della donna su due livelli distinti:
1. quello più convenzionale di protesta contro la discriminazione sociale contro le donne e, più intrigante,
2. come punto cardine per una varietà di esplorazioni pittoriche.[19]

Durante l'infanzia, María aveva vissuto con la nonna e una zia che, come era consuetudine a quei tempi, la crebbero secondo i dettami della Chiesa cattolica; la sua educazione fu caratterizzata da una stretta aderenza alle tradizioni e ai costumi cattolici. Ciò è ampiamente rappresentato nelle sue narrazioni incentrate sulla tradizione che mostrano scene come altarini votivi.

### Punti di vista sul femminismo

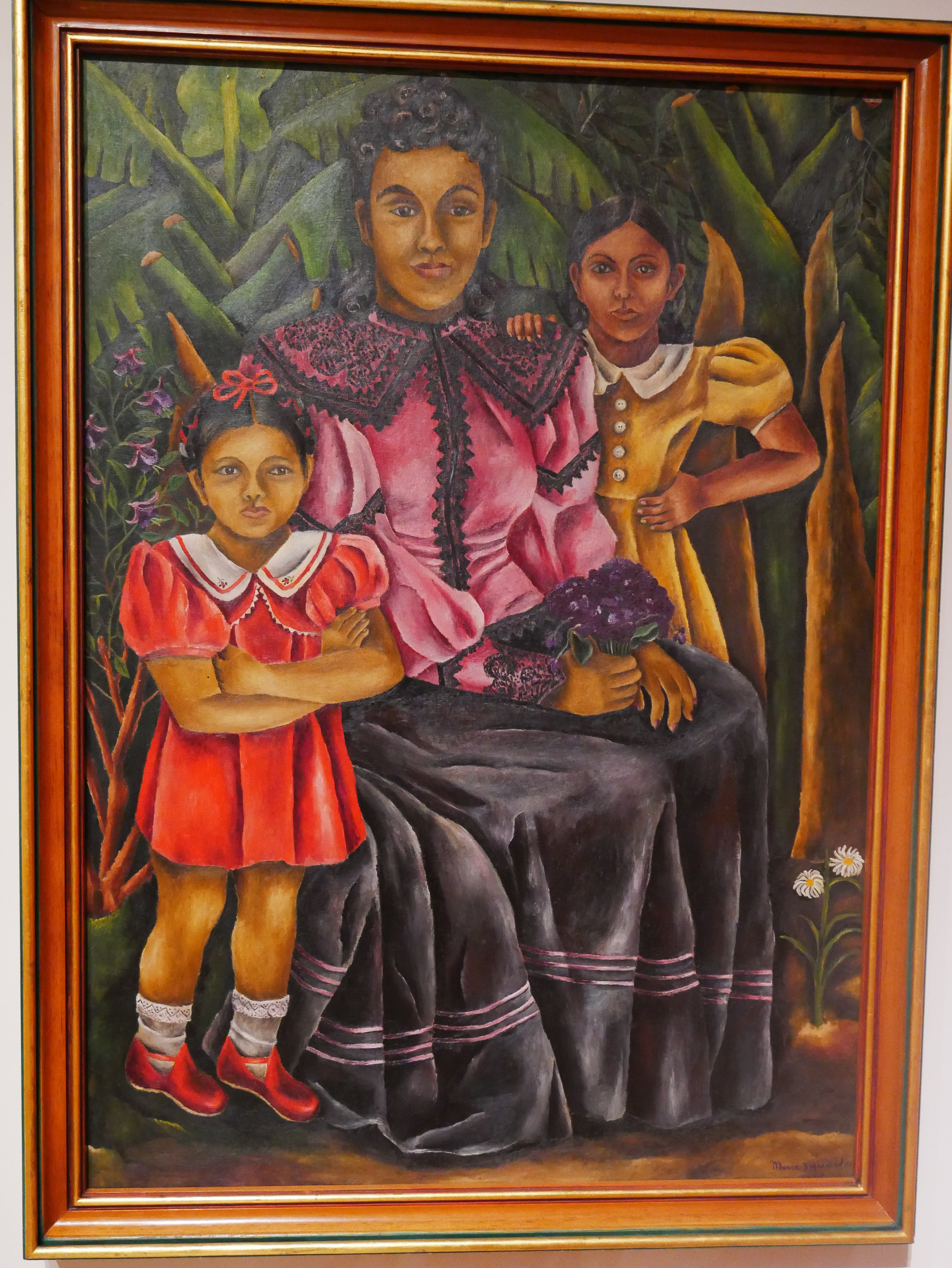
Mis sobrinas (Le mie nipoti, 1940) di María Izquierdo nella mostra La pittura al femminile presso il Museo Nazionale di San Carlos. Collezione del Museo Nazionale d'Arte, INBAL.

Nel 1945 Izquierdo divenne la prima donna a cui venne affidata un'importante commissione governativa per un murale, nella tromba delle scale centrale dell'edificio governativo del Dipartimento del Distretto Federale. Tuttavia nelle fasi iniziali della sua esecuzione il governatore di Città del Messico revocò l'incarico a causa dell'interferenza di Rivera e David Alfaro Siqueiros, i quali sostenevano che Izquierdo non avesse l'esperienza necessaria per un progetto di così alto profilo.
Izquierdo ricevette un'enorme quantità di critiche dalla stampa per essersi espressa contro l'idea che le donne venissero trattate con mancanza di rispetto come un'altra cosa nel mondo del lavoro, ma non si tirò mai indietro dalla sua insistenza sul fatto che meritava di ricevere l'incarico del murale. Izquierdo ha diligentemente dibattuto contro il modo in cui gli uomini hanno trattato le donne come metà inferiore dello spettro, poiché le donne non hanno mai ottenuto il vero riconoscimento nella forza lavoro e un ruolo più critico nell'arte. Essa afferma:
Sebbene fosse un'artista messicana che dipinse quasi nello stesso periodo delle pittrici femministe latinoamericane, Remedios Varo e Leonora Carrington, Izquierdo non si identificava come una femminista. Sua zia e sua nonna instillarono in Izquierdo l'idea di forti ruoli familiari tradizionali, ma credeva anche che le donne dovessero avere la possibilità di esplorare diversi ambiti professionali. Izquierdo criticò il femminismo e le donne "pseudo-intellettuali" affermando, che "pensano che vantarsi ad alta voce le renda migliori [degli uomini]; ma nel profondo sono ancora piene di vecchi pregiudizi e stanno solo nascondendo con atteggiamenti teatrali il loro complesso d'inferiorità. Penso che le femministe non abbiano conquistato nulla per l'umanità, né per se stesse, e invece di aiutare le donne a crescere (che per tanti anni sono state schiave di tutto) ostacolano l'emancipazione."
Mentre il suo dipinto Lo scrigno dei gioielli trasmette un messaggio satirico sui ruoli della donna e sul suo lavoro, Alegoría del trabajo (Allegoria del lavoro) provoca l'idea di oppressione femminile. Il suo dipinto del 1940 Mis Sobrinas (Le mie nipoti) mostra quanto apprezzasse i legami familiari e l'obbligo femminile nei confronti della famiglia.
Spesso raffigurava donne in una varietà di contesti e contesti sociali, ma dipingeva solo se stessa con la sua famiglia o da sola.
Faceva parte dei Contemporáneos, che offrivano rappresentazioni alternative della mascolinità e diverse rappresentazioni delle donne nel Messico moderno. Una nuova "chica moderna" o "ragazza moderna" si stava sviluppando in Messico.
Izquierdo abbracciò questa nuova immagine, spesso vista con abiti moderni caratteristici, sigaretta accesa in bocca. In associazione con i Contemporáneos, il gruppo criticò l'ideologia specifica della mascolinità, l'eroe guerriero era stato usato per definire l'identità nazionale dai muralisti. I Contemporáneos definirono concetti alternativi di identità nazionale, resistettero alla nozione di eroe guerriero e promossero rappresentazioni più complete delle donne.
La prima volta che Izquierdo fu citata per i diritti delle donne fu nel 1935 durante un viaggio a Guadalajara per l'inaugurazione di una mostra di manifesti di artiste donne. In risposta a una domanda posta da un giornalista di sinistra sul ruolo delle donne nella lotta rivoluzionaria, rispose:
Questa è l'unica volta in cui Izquierdo si pronunciò a favore dell'azione di gruppo.

### Opere successive

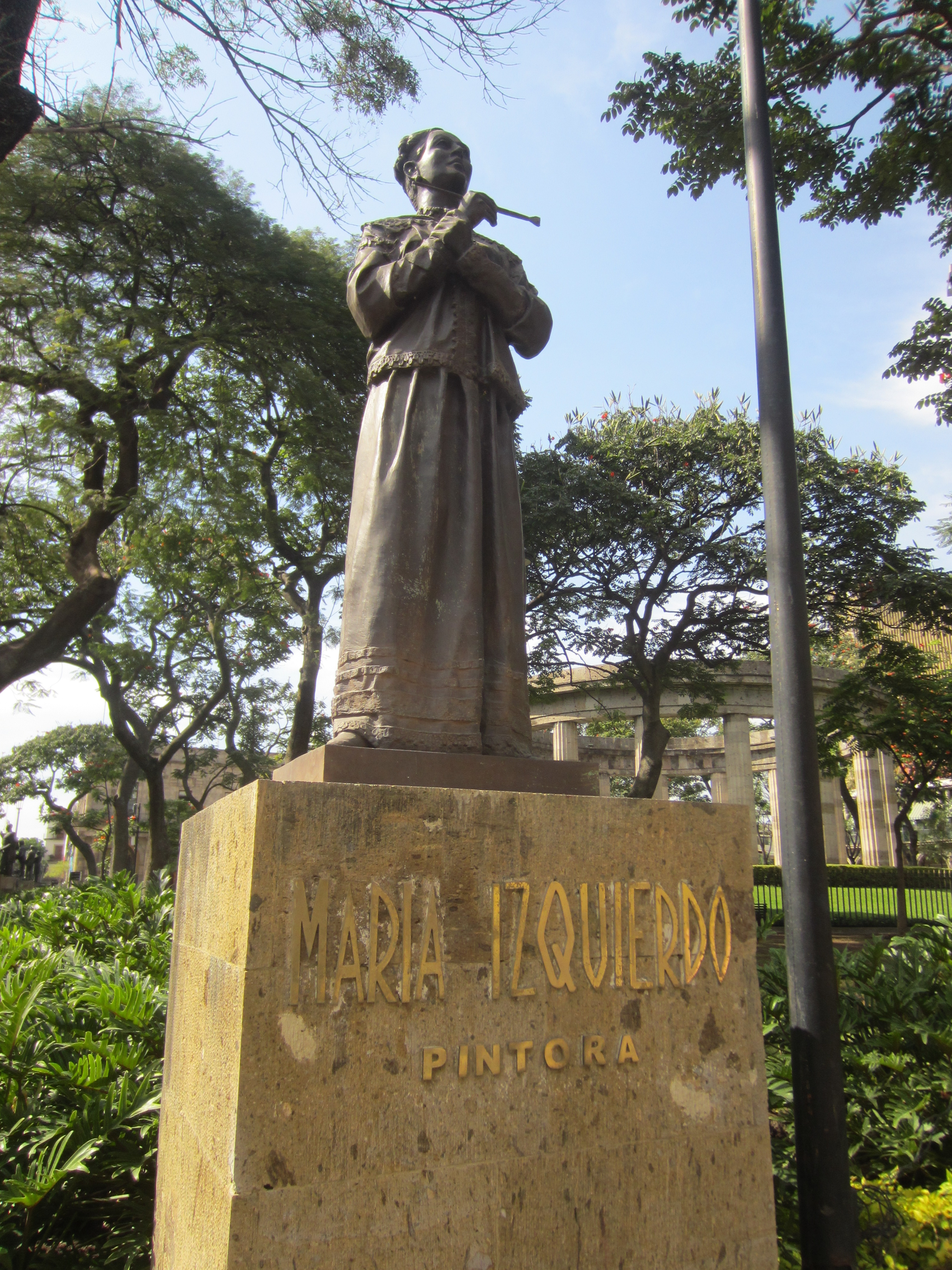
Monumento a María Izquierdo, Guadalajara, Jalisco, Messico

Izquierdo dipinse almeno dodici ofrendas ("offerte") tra il 1940 e il 1948. Alcuni dipinti sono raffigurati con offerte di giocattoli, dolciumi e oggetti artigianali legati alla tradizione popolare messicana e alle ricorrenze cattoliche. Viernes de Dolores, come gli altri dipinti di questa serie, cattura fedelmente il contenuto consueto degli altari domestici cattolici messicani. L'altare è disposto su livelli ascendenti e gli scaffali sono rivestiti di papel picado, un'opera di tradizionale artigianato messicano fatto di carta ritagliata a mano e dai colori vivaci. Ceramiche, merci, frutti e fiori locali simboleggiano i prodotti della terra e della gente del Messico, come accade in tutta l'arte messicana postcoloniale e moderna. Una delle prime esplorazioni di Izquierdo del motivo del mobiletto risale al suo Alacena del 1942.
Trigo crecido (Grano coltivato), del 1940, presenta oggetti e simboli con un chiaro significato locale e tradizionale attraverso un vocabolario modernista transnazionale. Solitamente accostato alla serie di quadri di interni domestici di Izquierdo, Trigo crecido è stato il primo altare domestico da lei dipinto. Una tarda composizione di gabinetto domestico del 1952, La alacena (Viernes de jugueteria), chiude il cerchio tornando agli altari domestici di Izquierdo del decennio precedente. Intitolando l'opera Viernes de jugueteria ("Il venerdì del negozio di giocattoli"), Izquierdo collegava scherzosamente il dipinto alla serie di altari Viernes de Dolores. La composizione comprende elementi tipici dei suoi altari, come le tende di pizzo tirate, le candele spente, le statuette giocattolo e il papel picado. Naturaleza viva con huachinango, dipinto nel 1946, contrapponeva alla visione dell'identità messicana dei muralisti una visione ad essa profondamente opposta. Contrariamente alle immagini di lotta umana e di classe dei muralisti, questo paesaggio non contiene alcuna presenza umana evidente. L'attività umana si manifesta in edifici abbandonati e senza finestre e cibo intatto servito a commensali sconosciuti e inimmaginabili: un'ironica e assurda dimostrazione di abbondanza che non fa altro che sottolineare la povertà del paesaggio circostante.
Uno degli ultimi dipinti che Izquierdo completò fu Sueño y premonición (Sogno e premonizione) nel 1947. In esso dipinge sé stessa mentre tiene per i capelli la propria testa mozzata; anche dai rami degli alberi che la circondano pendono teste mozzate; figure sempre più piccole corrono lungo la metà inferiore del dipinto, mentre le lacrime scendono dalla sua testa mozzata. Sebbene il dipinto possa essere interpretato come surrealista, spesso viene interpretato come una dimostrazione della sofferenza che dovette sopportare nei suoi ultimi anni di vita.

### Vita personale e scomparsa

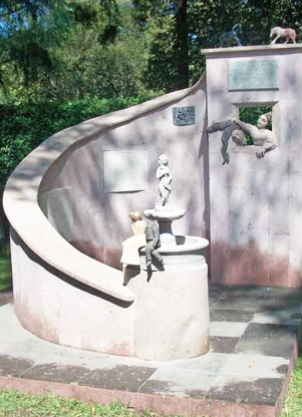
Sepolcro di María Izquierdo presso la Rotonda degli Illustri, Cimitero Dolores, Bosque de Chapultepec, Città del Messico.

All'età di quattordici anni si sposò una prima volta con un matrimonio combinato con un alto ufficiale dell'esercito, il colonnello Cándido Posadas, dando alla luce tre figli (due maschi e una femmina) intorno ai 17 anni. Si dice che sua figlia abbia influenzato alcune delle opere di Izquierdo, tra cui Niñas durmiendo. Divorziò intorno al 1928. Izquierdo contrasse un secondo matrimonio, anch'esso di breve durata, con il pittore cileno Raul Uribe.
A metà degli anni quaranta fu colpita da un ictus che ebbe notevoli ripercussioni sulla sua salute, sul suo lavoro e sulla sua destrezza, ma ella perseverò. Sebbene gli ultimi anni della sua vita siano stati tra i più dolorosi, non smise di dipingere finché non ne fu più capace fisicamente. Nel dicembre 1955 morì a Città del Messico a causa di un secondo ictus.

## Influenza
La carriera di María Izquierdo ha contribuito ad aprire la strada a molte artiste. La sua reputazione è spesso paragonata a quella di Marie Laurencin della Scuola di Parigi e sebbene non sia conosciuta come Frida Kahlo, ha contribuito a creare una fondazione per artiste donne. Mantenendo il valore dell'arte radicato nei valori tradizionali messicani, l'arte di Izquierdo si è distinta per le sue ingegnose rappresentazioni del Messico in un'area dell'arte altamente politicizzata.

## Opere
La maggior parte delle sue opere si trovano nelle più importanti collezioni museali e private d'arte messicana.
(elenco parziale)
- Retrato de Belem, 1928
- La Sopera, 1929
- El teléfono, 1931
- Hombre con caballo, 1932
- Naturaleza muerta, 1932
- El domador, 1932
- Calvario, 1933
- Alegoría del trabajo, 1936
- Alegoría de la libertad, 1937
- La raqueta, 1938
- Caracoles, 1939
- Retrato de Juan Soriano, 1939
- Ensayo de ballet, 1939
- El circo, 1939
- El mantel rojo, 1940
- El ronzal azul, 1940
- Estación tropical, 1940
- Escena de circo, 1940
- El baile del oso, 1940
- Retrato de María Asúnsolo, 1941
- El alhajero, 1942
- Mi tía, mi amiguito y yo, 1942
- Guachinango, 1943
- Troje, 1943
- Orquídeas, 1944
- Viernes de Dolores, 1944 – 45
- Coscomates, 1945
- Retrato de Edmé Moya, 1945
- Zapata, 1945
- Payasos, 1945
- Naturaleza muerta con huachinangos, 1946
- Armario abierto, 1946
- Llamas de Machu Pichu, 1946
- Caballos en el río, 1946
- El idilio, 1946
- La niña indiferente, 1947
- Autorretrato, 1947
- Alacena, 1947
- La soga, 1947